# Реденсан-ду-Гургея

Реденсан-ду-Гургея на карте штата.

Реденсан-ду-Гургея (порт. Redenção do Gurguéia) — муниципалитет в Бразилии, входит в штат Пиауи. Составная часть мезорегиона Юго-запад штата Пиауи. Входит в экономико-статистический микрорегион Алту-Медиу-Гургея. Население составляет 8400 человек на 2010 год. Занимает площадь 2468,007 км². Плотность населения — 3,40 чел./км².

## Демография
Согласно сведениям, собранным в ходе переписи 2010 г. Национальным институтом географии и статистики (IBGE), население муниципалитета составляет:
| Полное население                               | Полное население                               | Полное население                               | Полное население                               | 8400  |
| ---------------------------------------------- | ---------------------------------------------- | ---------------------------------------------- | ---------------------------------------------- | ----- |
| в том числе:                                   | Городское население                            | 5335                                           | Процент городского населения, %                | 63,51 |
|                                                | Сельское население                             | 3065                                           | Процент сельского населения, %                 | 36,49 |
|                                                | Мужское население                              | 4223                                           | Процент мужского населения, %                  | 50,27 |
|                                                | Женское население                              | 4177                                           | Процент женского населения, %                  | 49,73 |
| Плотность населения, чел/км²                   | Плотность населения, чел/км²                   | Плотность населения, чел/км²                   | Плотность населения, чел/км²                   | 3,40  |
| Население муниципалитета в % к населению штата | Население муниципалитета в % к населению штата | Население муниципалитета в % к населению штата | Население муниципалитета в % к населению штата | 0,27  |

По данным оценки 2016 года, население муниципалитета составляет 8600 жителей.

## История
Город основан в 1962 году.

## Статистика
- Валовой внутренний продукт на 2003 год составляет 11 255 003 реалов (данные: Бразильский институт географии и статистики).
- Валовой внутренний продукт на душу населения на 2003 год составляет 1382,51 реалов (данные: Бразильский институт географии и статистики).
- Индекс развития человеческого потенциала на 2000 год составляет 0,583 (данные: Программа развития ООН).